# Kirstead
Kirstead är en civil parish i Storbritannien.   Den ligger i grevskapet Norfolk och riksdelen England, i den sydöstra delen av landet, 150 km nordost om huvudstaden London. Antalet invånare är 247. Arean är 4,2 kvadratkilometer.
Terrängen i Kirstead är mycket platt.